# Inka (napój)
Inka – polska kawa zbożowa produkowana od 1971 roku w Skawinie. Technologia produkcji została opracowana przez polskich naukowców. Producentem kawy Inka jest Grana.
Skład produktu: jęczmień, żyto, cykoria – prażone (zboża – 78%). Inka nie zawiera kofeiny. Inka dostępna jest w następujących wariantach: Klasyczna, Bezglutenowa, Mleczna, Czekoladowa, Magne, Karmelowa, Błonnik, Korzenna, Kokosowa, Bananowa, Miodowa i Wanilia i pomarańcza.
|                           | Inka w 1 porcji (4 g + 200 ml wody) |
| ------------------------- | ----------------------------------- |
| Wartość energetyczna      | 60 kJ/ 14 kcal                      |
| Białko                    | 0,2 g                               |
| Węglowodany               | 3,3 g                               |
| Cukry                     | 1,30 g                              |
| Tłuszcz                   | 0 g                                 |
| Kwasy tłuszczowe nasycone | 0 g                                 |
| Błonnik pokarmowy         | 0,6 g                               |
| Sód                       | 0 g                                 |